# Amadou Ouattara
Amadou Ouattara (sinh ngày 30 tháng 12 năm 1989) là một cầu thủ bóng đá người Bờ Biển Ngà thi đấu cho câu lạc bộ Giải bóng đá Ngoại hạng Thái Lan Khon Kaen United ở vị trí tiền vệ chạy cánh.